# УБ - стабло
УБ - стабло као што је предложио Рудолф Бајер и Волкер Маркл је уравнотежено дрво за чување и ефикасно преузимање мултидимензионалних података. То је у основи Б + стабло ( информације су само у листовима ) са записима ускладиштеним према З - криви , такође назива Мортон поредак .
Убацивање , брисање , и тачка упит се могу урадили као и са обичним Б + стаблом. Да бисте извршили претрегу домета у вишедимензионалним тачкама података мора да се обезбеди алгоритам за рачунање , од тачке на коју смо наишли у бази података , следећег З- вредности која је у мултидимензионалн опсегз претраге.
Оригинални алгоритам за решавање овог кључног проблема је експоненцијални са димензионалносћу и ради тога овај начин није могућ ( " ГетНектЗ - адреса“ ). Решење за овај " кључни део УБ - стабла " линеарног са з - адресом бита је касније описано. . Овај метод је већ описан у старијем раду , где користећи З- редослед је прво био предложен са стаблима претраге .

## External links
- Mistral